# (35163) 1993 OD5
1993 OD5 (asteroide 35163) é um asteroide da cintura principal. Possui uma excentricidade de 0.15534910 e uma inclinação de 1.09827º.
Este asteroide foi descoberto no dia 20 de julho de 1993 por Eric Walter Elst em La Silla.